# Reggaetón lento (Bailemos)
Reggaetón lento (Bailemos) è un singolo della boyband latino americana CNCO, pubblicato il 6 ottobre 2016 come terzo estratto dal loro primo album Primera cita.

## Remix
Nel 2017 è stato pubblicato un remix della canzone in collaborazione con Zion y Lennox.

## Classifiche

### Classifiche di fine anno
| Classifica (2017) | Posizione |
| ----------------- | --------- |
| Perù              | 10        |